# Maroun Ammar
Maroun Ammar (* 10. Februar 1956 in Hajé) ist ein libanesischer Geistlicher und maronitischer Bischof von Sidon.

## Leben
Maroun Ammar empfing am 17. September 1983 die Priesterweihe für die Erzeparchie Tyros.
Papst Benedikt XVI. bestätigte die Ernennung zum Weihbischof und Patriarchalvikar in Joubbé, Sarba und Jounieh und ernannte ihn am 16. Juni 2012 zum Titularbischof von Canatha. Der Maronitische Patriarch von Antiochien und des ganzen Orients, Béchara Pierre Raï OMM, spendete ihm am 28. Juli desselben Jahres die Bischofsweihe; Mitkonsekratoren waren Samir Mazloum, emeritierter Kurienbischof in Antiochia, Guy-Paul Noujaim, emeritierter Kurienbischof in Joubbé, Sarba und Jounieh, Paul Youssef Matar, Erzbischof von Beirut, Francis Némé Baïssari, emeritierter Weihbischof in Joubbé, Sarba und Jounieh, Paul Nabil El-Sayah, Kurienbischof in Antiochia, Joseph Mohsen Béchara, Alterzbischof von Antelien, Simon Atallah OAM, Bischof von Baalbek-Deir El-Ahmar, François Eid OMM, Prokurator des maronitischen Patriarchen beim Heiligen Stuhl, Edgar Amine Madi, Bischof von Nossa Senhora do Líbano em São Paulo, und Michel Aoun, Bischof von Jbeil.
Am 30. Januar 2017 wurde er für die Zeit der Sedisvakanz zum Apostolischen Administrator ernannt. Papst Franziskus bestätigte am 17. Juni 2017 seine Wahl zum Bischof von Sidon.